# 傑克曼 (緬因州)
傑克曼（英語：Jackman）是一個位於美國緬因州薩默塞特縣的鎮。

## 人口
根據2020年美國人口普查的數據，傑克曼的面積為109.87平方千米，當中陸地面積為106.86平方千米，而水域面積為3.00平方千米。當地共有人口782人，而人口密度為每平方千米7人。